# Дипломатические представительства в Гамбии

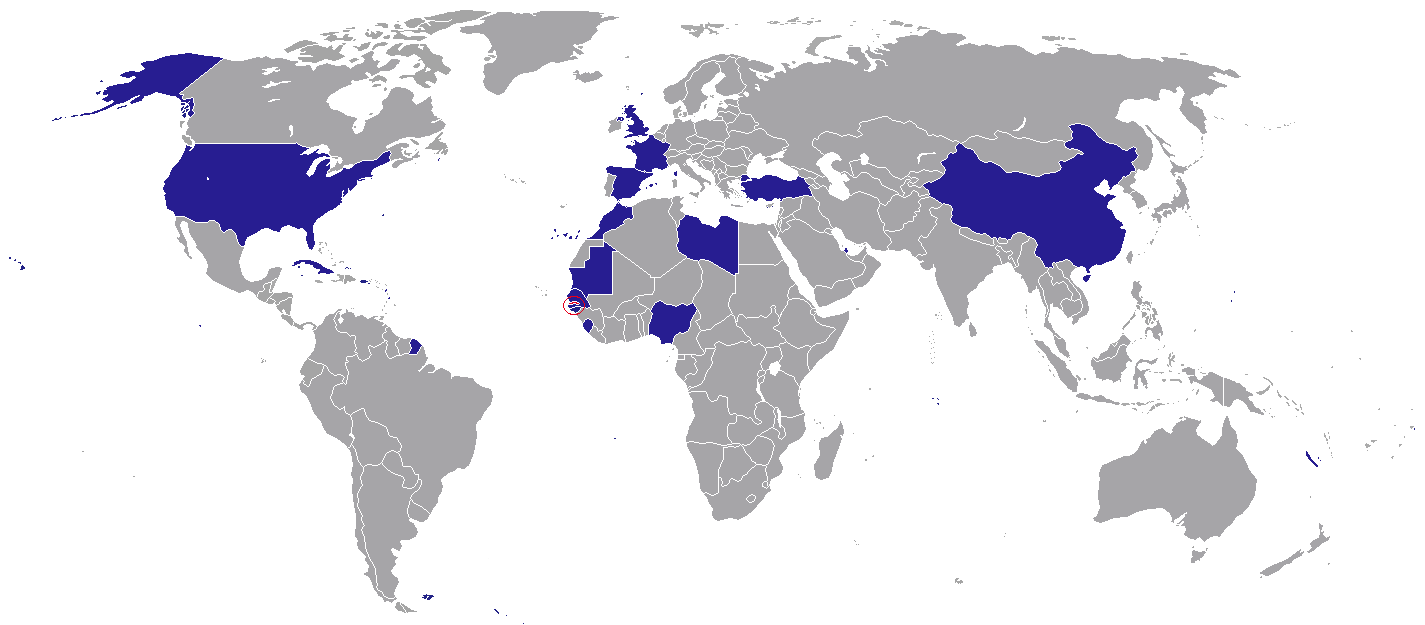
Карта дипломатических представительств в Гамбии

Ниже представлен список дипломатических представительств в Гамбии. В настоящее время в столице Банжуле расположены 12 посольств и два дополнительных офиса посольства. Некоторые другие страны имеют почетных консулов для оказания экстренной помощи своим гражданам, а другие аккредитуют послов соседних стран.

## Посольства вБанжуле
- Китай
- Куба
- Германия[1]
- Гвинея-Бисау
- Мавритания[2]
- Нигерия
- Катар
- Сенегал
- Сьерра-Леоне
- Турция
- Великобритания
- США

## Другие представительства вБанжуле
- Франция (офис посольства)[3]
- Испания (офис посольства)[4]

## Посольства-нерезиденты
Большинство посольств, аккредитованных в Гамбии, расположены в Дакаре, Сенегал, если не указано иное.
- Алжир
- Аргентина (Абуджа)[5]
- Австралия (Аккра)[6]
- Австрия[7]
- Азербайджан (Рабат)
- Бельгия[8]
- Бразилия
- Камерун[9]
- Канада[10]
- Хорватия (Лондон)[11]
- Кипр (Брюссель)[12]
- Дания (Бамако)[13]
- Финляндия (Абуджа)
- Франция[14]
- Греция
- Индия
- Индонезия
- Иран
- Ирландия
- Израиль[15]
- Италия[16]
- Япония
- Кения[17]
- Малайзия
- Мали[18]
- Мексика (Аккра)[19]
- Марокко
- Нидерланды
- Норвегия (Аккра)[20]
- Филиппины (Абуджа)
- Польша[21]
- Португалия[22]
- Румыния[23]
- Россия
- Сербия (Нью-Йорк)[24]
- Словакия (Абуджа)[25]
- Сомали[26]
- Испания
- ЮАР[27]
- Республика Корея
- Швеция (Абуджа)[28]
- Швейцария[29]
- Танзания (Абуджа)[30]
- Вьетнам (Алжир (город))
- Зимбабве[31]

## Бывшие посольства
- Иран[32]
- Ливия[33]
- Палестина
- Китайская Республика
- Того
- Венесуэла